# دگردیسی (آلبوم هیلاری داف)
دگردیسی (به انگلیسی: Metamorphosis)، دومین آلبوم خواننده‌ٔ آمریکایی، هیلاری داف است که در ۲۶ اوت ۲۰۰۳ انتشار یافت.
| نام                      | نام انگلیسی          | شمارهٔ آهنگ | مدت زمان |
| ------------------------ | -------------------- | ---------- | -------- |
| پس دیروز                 | So yesterday         | ۱          | ۳:۴۵     |
| اعتراف                   | Come clean           | ۲          | ۳:۵۰     |
| دارم حلش می‌کنم           | Working it out       | ۳          | ۳:۲۱     |
| صدای کوچک                | Little voice         | ۴          | ۳:۰۵     |
| در کجا درست عمل کردم     | Where did I go right | ۵          | ۳:۵۱     |
| هرکجا به غیر از اینجا    | Anywhere but here    | ۶          | ۳:۳۵     |
| ریاضی                    | The math             | ۷          | ۳:۲۰     |
| عشق فقط هست و بس         | Love Just is         | ۸          | ۴:۰۲     |
| جشن شانزده سالگی         | Sweet sixteen        | ۹          | ۳:۱۳     |
| بیایید جشن بگیریم        | Party Up             | ۱۰         | ۳:۵۲     |
| دگردیسی                  | Metamorphosis        | ۱۱         | ۳:۳۴     |
| توان درون                | Inner Strength       | ۱۲         | ۱:۳۶     |
| چرا که نه                | Why not              | ۱۳         | ۳:۰۴     |
| روزی در کانون توجه همگان | A day in the sun     | ۱۴         | ۳:۲۴     |